# Lambamúli
Lambamúli är ett berg i republiken Island. Det ligger i regionen Austurland, 400 km öster om huvudstaden Reykjavík.
Trakten runt Lambamúli är nära nog obefolkad, med mindre än två invånare per kvadratkilometer. Trakten runt Lambamúli består i huvudsak av gräsmarker.